# 30. фебруар
30. фебруар се појављује у неким календарима, насупрот грегоријанском календару, где фебруар има само 28 или 29 дана.

## Шведски календар
Шведска са поседима (укључујући Финску) је планирала да пређе са јулијанског календара на грегоријански почетком 1700. године изостављајући преступне дане у наредних 40 година. Тако, 1700. година није била преступна у Шведској – али су и 1704. и 1708. биле преступне године, насупрот плану. Због овога је шведски календар био један дан испред јулијанског, али десет дана иза грегоријанског. Јулијански календар је враћен када су, 1712. године, додата два преступна дана, због чега је година добила 30. фебруар. Тај датум одговара 29. фебруару у јулијанском календару и 11. марту у грегоријанском рачунању. Овај шведски прелаз на грегоријански календар је коначно постигнут 1753. године.

## Совјетски револуционарни календар
1929. године, Совјетски Савез увео је револуционарни календар, где је сваки радни месец имао 30 дана, а преосталих 5 или 6 дана су били "безмесечни" празници. У овом календару, постојао је 30. фебруар у 1930. и 1931. години; револуционарни календар је напуштен 1931. Међутим, грегоријански календар се употребљавао и током овог периода у Совјетском Савезу.

## Рани јулијански календар
Схоластичар из 13. века, Сакробоско, тврдио је да је јулијански календар у фебруару имао 30 дана у преступним годинама између 45. п. н. е. и 8. п. н. е., када је Август скратио фебруар како би месец који је добио име по њему, август, имао исту дужину као и јул, који је добио име по Јулију Цезару. Међутим, све остали историјски докази везани за јулијански календар током овог периода оповргавају Сакробоска, укључујући и дуалне датуме са александријским календаром.

## Вештачки календари
Вештачки календари такође могу имати тридесет датума у фебруару. На пример, у климатском моделу, статистика може да се упрости тако што свих 12 месеци имају 30 дана.  је један пример.

## Тривија
- Амерички председник Џорџ В. Буш једном је изјавио да се фискална година завршава „30. фебруара”. Буш је погрешио у месецу: требало је да каже „30. септембра”, који је датум када се завршава фискална година Владе САД.[1]
- Брајан Мјуир, НХЛ играч, тврди да се родио 30. фебруара.